# At the Gates
At the Gates je švédská deathmetalová skupina z Göteborgu, která okolo roku 1990 položila základy melodického death metalu.
Hudební styl kapely je většinou složen z deathmetalového jádra s různými příměsemi např. thrash metalu.
Průlomové album z roku 1995 Slaughter Of The Soul bylo nominováno i na švédskou Grammy. Kapela vydala čtyři řadovky. Album Slaughter of the Soul a jeho charakteristický zvuk je hlavní ideologií a velkým vlivem pro americkou vlnu metalových skupin hrajících swedecore či metalcore. Sem patří například skupiny The Black Dahlia Murder, As I Lay Dying, Darkest Hour, či All That Remains.
V roce 1996 se skupina sice rozpadla, ale 18. října 2007 oznámili několik vystoupení na léto 2008, např. pro Ruisrock, Wacken Open Air, Graspop, Sweden Rock Festival, Gods of Metal a Bloodstock Open Air.
Anders a Jonas Björlerovi jsou dvojčata a po rozpadu At the Gates založili kapelu The Haunted. Adrian Erlandsson působil do konce roku 2006 v britské skupině Cradle of Filth; momentálně[kdy?] hraje v kapelách Paradise Lost a Brujeria.

## Sestava
- Tomas Lindberg – zpěv (1990–1996, 2007–2008, 2010–dosud)
- Anders Björler – kytara (1990–1996, 2007–2008, 2010–dosud)
- Martin Larsson – kytara (1990–1996, 2007–2008, 2010–dosud)
- Jonas Björler – baskytara (1990–1996, 2007–2008, 2010–dosud)
- Adrian Erlandsson – bicí (1990–1996, 2007–2008, 2010–dosud)

## Diskografie

### Studiová alba
- The Red in the Sky Is Ours (1992)
- With Fear I Kiss the Burning Darkness (1993)
- Terminal Spirit Disease (1994)
- Slaughter of the Soul (1995)
- At War with Reality (2014)
- To Drink from the Night Itself (2018)
- The Nightmare of Being (2021)

### Dema
- Gardens of Grief (1991)
- Promo Demo 1992 (1992)
- Promo demo 1995 (1995)

### EP
- Gardens of Grief (1994)
- The Mirror Black (2019)
- With the Pantheons Blind (2019)

### Kompilace
- Suicidal Final Art (2001)